# Neolophonotus holmi
Neolophonotus holmi là một loài ruồi trong họ Asilidae. Neolophonotus holmi được Londt miêu tả năm 1988. Loài này phân bố ở vùng nhiệt đới châu Phi.